# 크로뮴

크로뮴(←영어: Chromium 크로미엄[*]) 또는 크롬(←독일어: Chrom 크롬[*])은 주기율표의 6족에 속하는 화학 원소로 기호는 Cr(←라틴어: Chromium 크로미움[*])이고 원자 번호는 24이다. 은색의 광택이 있는 단단한 전이 금속으로, 부서지기 쉬우며 잘 변색되지 않고 녹는점이 높다.
크로뮴 산화물은 2000년 전 중국의 진나라의 병마용에서 출토된 금속제 무기에 사용되었다. 서구 세계에서는 1761년 붉은색 결정형의 크로뮴산 납이 발견된 이후에 알려졌으며, 처음에는 염료로 사용되었다. 이후 1797년 프랑스의 화학자 루이 보클랭(Louis Nicolas Vauquelin)이 순수한 크로뮴을 분리하였다. 자연에서는 순수한 크로뮴이 희귀 광물 속에서 드물게 산출되기는 하지만 경제성이 없어 대부분 크롬철광(FeCr2O4)에서 얻는다.
크로뮴을 포함한 합금은 부식에 강하고 단단하기 때문에 활용 범위가 매우 넓다. 한 예로 스테인리스 스틸의 성분으로 크로뮴을 첨가하면 잘 부식되지 않고 변색되는 일이 적어 널리 쓰인다. 전기 도금에도 쓰이는데, 합금으로 사용하는 것까지 합하면 전체 크로뮴 사용량의 85%는 이러한 용도로 쓰인다.
크로뮴의 3가 양이온(Cr3+)은 체내에 미량 존재하며, 당분과 지질의 대사 과정에 필수적이라는 주장이 있으나 그에 대한 논란이 있다. Cr6+ 이온을 포함하는 크로뮴 화합물을 다량 흡입하면 독성을 나타내며 각종 암을 유발하기도 한다.

## 성질

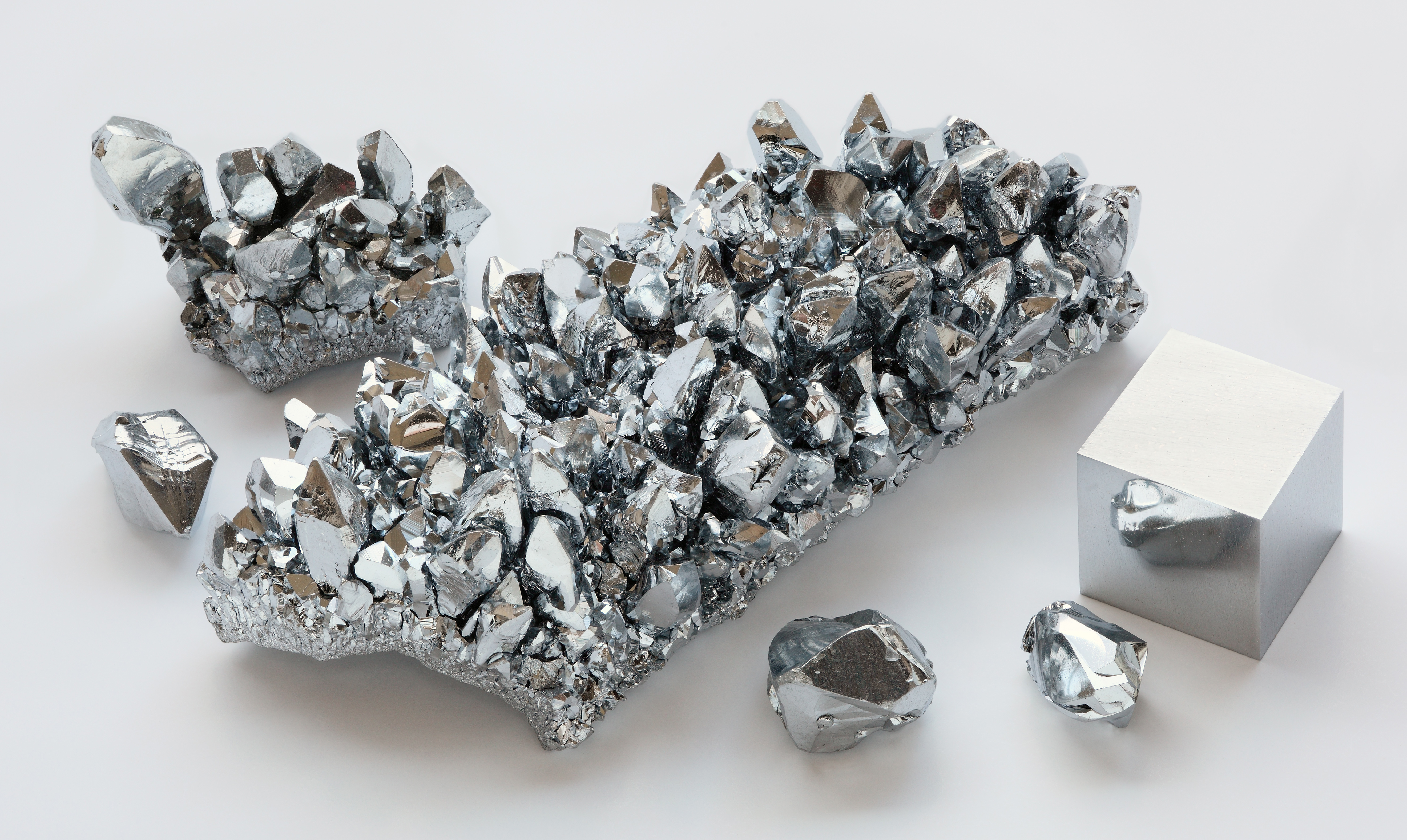
순도 99.999% 크로뮴 결정.

크로뮴은 광택이 있는 단단한 금속으로 잘 녹지 않지만 쉽게 산화된다. 실온에서 반강자성을 띠는 유일한 금속 원소이며, 38 °C 이상에서는 상자성으로 전환된다.
공기 중의 산소와 접촉하면 쉽게 얇은 산화막을 형성하여 그 아래의 금속 부분을 보호한다. 이때 생성되는 산화 피막은 원자 몇 개 정도의 두께로 매우 얇지만 밀도가 높아 산소가 침투하지 못한다. 이러한 현상은 산화제와 반응할 때 더 활발하게 일어나며, 산과 접촉하여 생기는 피막은 질산과 같은 강산과도 잘 반응하지 않는다. 반대로 환원제와 반응하면 이러한 피막이 쉽게 사라진다. 따라서 순수한 크로뮴을 보관할 때는 약산 속에 녹여서 보관한다.
또 철이나 니켈 같은 금속과는 다르게 수소와 반응했을 때 연성이 약해지는 성질은 없으나, 고온의 공기 중에서 질소와 반응했을 때 이러한 현상이 나타나 부서지기 쉬운 질화물이 형성된다.
바닥 상태일 때 다른 원소들에서 나타나는 일반적인 전자 배치와는 다르게 제일 바깥쪽의 s오비탈과 d오비탈에 전자를 반씩 채우는 [Ar] 4s13d5의 전자 배치를 갖는다. 또, 다양한 산화 상태를 가질 수 있는데, 주요 산화 상태는 +2, +3, +6으로 +3 상태가 가장 안정적이다. -2, -1, +1, +4, +5도 드물게 있다. 산화수가 +3인 크로뮴은 순수한 크로뮴을 염산이나 황산에 반응시켜 얻을 수 있으며, 주로 녹색이나 보라색을 띠는 팔면체형의 화합물을 만든다. 산화 알루미늄(Al2O3)에서 알루미늄 이온(Al3+)을 일부분 대체하면 붉은색의 루비가 된다. 산화수가 +6인 크로뮴 화합물은 강한 산화제로 쓰인다. 대표적인 예로 음주 운전의 여부를 판단하는 혈중 알코올 농도 측정에서 중크로뮴산 이온(Cr2O72-)은 에탄올을 산화시켜 녹색의 Cr3+으로 환원되는 성질을 이용한 것이다.

## 동위 원소
크로뮴의 천연 동위 원소는 52Cr, 53Cr, 54Cr의 3가지이며, 이 중 52Cr이 83.789%로 가장 많이 존재한다. 이외에 19가지의 방사성 동위 원소와 준안정한 이성질핵 2가지가 발견되었으며, 이들 중 가장 안정한 것은 50Cr(반감기 1.8×1017년)이다. 반감기가 27.7일인 51Cr을 제외하고 나머지 동위 원소들은 모두 반감기가 1일 이하이다.

## 역사
기원전 3세기 말에 만들어진 중국 진나라의 병마용에서 출토되는 청동제 무기는 대부분 거의 부식되지 않았는데 크로뮴 산화물을 얇게 도금한 것이 원인으로 추정된다. 서구 세계에서는 1761년 독일의 한 광물학자가 우랄산맥에서 붉은색의 홍연석을 발견한 이후에 알려졌다. 당시에는 셀레늄과 철을 포함한 납 화합물로 여겼으나 이는 사실 크로뮴산 납(PbCrO4)이다. 1770년에는 이 광물이 붉은색과 노란색 색소로 사용할 수 있다는 사실이 알려져 널리 쓰이기 시작하였다. 1797년에는 프랑스의 루이 보클랭이 홍연석 시료를 염산에 반응시켜 삼산화 크로뮴(CrO3)을 만들었고 이듬해에는 이를 가열하여 순수한 크로뮴을 얻어내는 방법을 알아내 크로뮴을 최초로 분리한 사람이 되었다.

## 발견지역
크로뮴은 지각 속에 평균 100ppm 농도로 포함되어 있으며, 지각에서 22번째로 많은 원소이다. 자연에서는 크로뮴을 포함한 암석이 풍화되거나 화산 폭발로 인해 크로뮴 화합물이 발견되는 경우가 많다. 토양에는 지역에 따라 100~300ppm까지 다양한 농도로 나타나며, 해수에는 약 500~800ppb 정도로 포함되어 있다. 이외에 하천에서는 약 26ppb, 호수에서는 5.2ppm 정도 포함되어 있다. 주로 크롬철광(FeCr2O4)에서 산출되며, 주 생산국은 남아프리카, 인도, 카자흐스탄, 짐바브웨, 핀란드, 이란, 브라질 등이다. 드물기는 하지만 순수한 형태로도 발견된다.

## 용도

### 합금 및 도금
크로뮴을 각종 합금에 첨가물로 넣으면 잘 부식되지 않고 강도가 증가한다. 이 때문에 크로뮴은 도금과 합금 분야에 널리 쓰인다. 특히 철과의 합금으로 많이 사용되는데, 고속도강에는 3~5% 정도의 크로뮴이 첨가되며 스테인리스 스틸에는 보통 11% 이상 들어간다. 주로 용융된 철에 크로뮴철을 첨가하는 방식으로 제작한다.
순수한 크로뮴도 비교적 단단하고 부식에 강해 금속의 도금에도 많이 사용된다. 주로 전기도금 기술을 이용해 금속의 표면에 얇게 도금하는데, 1마이크로미터 정도로 얇게 도금하여 장식용으로 쓰는 경우와, 조금 더 두껍게 도금하여 표면이 잘 마모되지 않게 하는 용도로 나뉜다. 도금할 때는 크로뮴산 이온(CrO42-)이나 중크로뮴산 이온(Cr2O72-)이 사용된다. 그러나 환경오염 및 건강 문제 등을 유발할 수 있어 다른 도금 방법이 연구 중이다.

### 염색
크로뮴 화합물은 염료로 많이 사용된다. 대표적인 예로 크롬 옐로(PbCrO4)는 노란색을 내는데 가장 많이 쓰인 염료 중의 하나이다. 색이 강렬하므로 도로의 중앙선을 노랗게 칠할 때도 크롬 옐로를 사용하며, 미국이나 유럽에서는 학교 버스나 우편물 배달 차량을 칠할 때 사용한다. 또한, 프러시안 블루와 크롬 옐로를 섞으면 녹색의 Cr3+ 이온을 포함하는 산화물이 만들어지므로 크롬 그린의 제조에 사용된다. 이밖에 홍연석(PbCrO4·Pb(OH)2)에서 얻은 크롬 레드는 붉은색 염료로 많이 사용되었다. 그러나 크로뮴을 포함하는 염료는 환경오염 및 건강 문제를 유발할 수 있어 대부분 유기 화합물 등으로 대체되는 추세이다.
한편, 녹색의 크로뮴 산화물은 유리에 색을 넣거나 적외선을 반사하는 페인트로 사용한다. 특히 후자의 경우 식물의 녹색 잎과 비슷한 적외선 반사율을 나타내므로 군용 차량을 칠할 때 사용된다.

### 보석

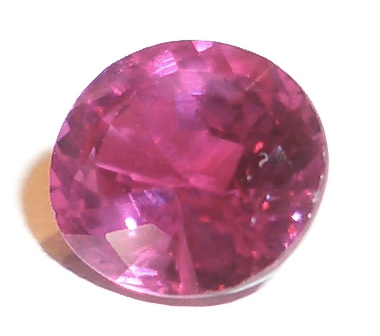
소량의 크로뮴으로 인해 붉은색을 띠는 루비.

천연 루비는 산화 알루미늄 결정 속에 3가 크로뮴 이온이 포함되어 붉은색을 나타내는 것이다. 타이타늄과 철 이온이 포함되면 사파이어가 된다. 루비를 인공적으로 합성할 때도 같은 방법을 사용한다. 이러한 인조 루비는 1960년에 만들어진 최초의 레이저에도 사용되어 붉은색을 내는데 쓰였다.

### 기타
- 6가 크로뮴 화합물은 독성이 강하므로 살충제에 쓰인다.
- 3가 크로뮴 화합물은 가죽을 무두질할 때 쓰인다.
- 크로뮴산은 강력한 산화제이므로 실험용 기구에 남아 있는 미량의 유기 화합물을 제거할 때 사용된다.

## 문제점

### 인체에 미치는 영향
Cr3+은 인슐린 활성에 관여하는 '인체 미량 원소'이지만 이에 대해서는 논란이 있다. Cr6+은 강한 독성 때문에 기관지염, 아토피, 폐암 등을 유발하며 눈, 피부, 신장, 간에도 악영향을 미칠 수 있는 유해 물질이다.

### 환경오염 문제
크로뮴 화합물은 염색, 페인트, 무두질 등에 많이 사용되며, 종종 토양이나 지하수로 버리는 경우가 있다. 이 경우 환경오염을 일으킬 수 있으므로 정화가 필요하다.